# Frederick FitzClarence
Trung tướng Lord Frederick FitzClarence, GCH (9 tháng 12 năm 1799 – 30 tháng 10 năm 1854) là một sĩ quan quân đội Anh và là con trai ngoại hôn của William IV của Lên hiệp Anh với người tình Dorothea Jordan.